# Weltspiele (Hannover)

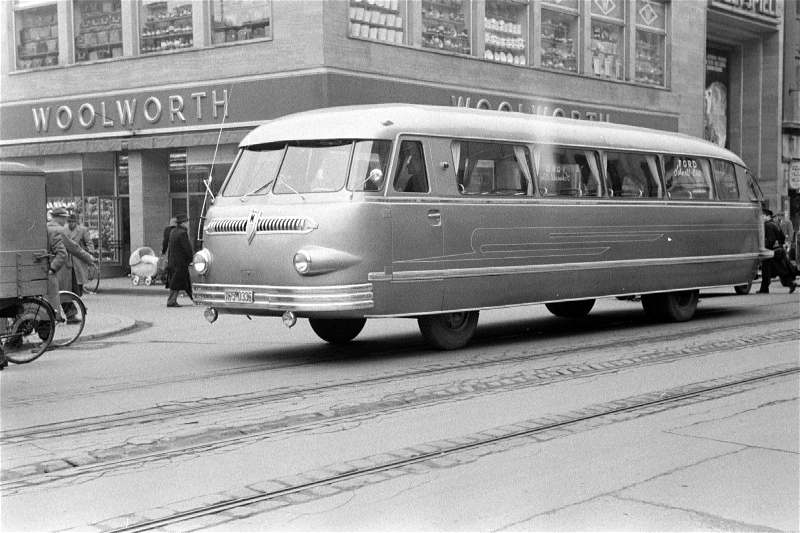
Ford-Focke-Omnibus am 22. Februar 1952 vor dem Lichtspielhaus Weltspiele (ganz rechts) in der Georgstraße 14
Foto: Gerhard Dierssen, Bildarchiv der Region Hannover

Weltspiele war der Name eines in Hannover anfangs in den „Goldenen Zwanziger Jahren“ errichteten Gebäudes und des schon zu Stummfilmzeiten darin betriebenen Kinos. Es machte vor allem durch zahlreiche Uraufführungen und Gastspiele populärer Schauspieler von sich reden und erlebte als größtes hannoversches Lichtspielhaus seine Blütezeit in den 1950er Jahren. Standort der Immobilie war die Georgstraße Ecke Kleine Packhofstraße und Heiligerstraße im heutigen Stadtteil Mitte.

## Geschichte
Unmittelbar nach dem Höhepunkt der durch den Ersten Weltkrieg ausgelösten Deutschen Hyperinflation wurde zur Zeit der Weimarer Republik ein eigenes Filmtheaters geplant, für das dann 1924 an der Georgstraße ein eigenes Lichtspielhaus erbaut wurde. Von Anfang an zeigten die Weltspiele in den nun folgenden „Goldenen Zwanzigern“ bedeutende Stummfilme, zu dessen Premieren häufig auch berühmte Schauspieler wie beispielsweise Henny Porten persönlich mit Gastspielen auf der Bühne auftraten.
Zu Beginn der 1930er Jahre wurde das Lichtspielhaus umgebaut. Zur Zeit des Nationalsozialismus gingen die Weltspiele 1936 in den Besitz der UFA über, unter der erneute Umbauten des Gebäudes vorgenommen wurden. Mitten im Zweiten Weltkrieg, im Jahr 1941, in dem durch die Aktion Lauterbacher die Juden der Stadt in den sogenannten „Judenhäusern“ wie der Israelitischen Gartenbauschule Ahlem isoliert wurden zum späteren Abtransport in die Vernichtungslager, zeigten die Weltspiele den ersten deutschen Farbfilm, den unter der Regie von Georg Jacoby mit den Schauspielern Marika Rökk, Willy Fritsch, Georg Alexander und anderen gedrehten Musikfilm Frauen sind doch bessere Diplomaten. Diese Art der Unterhaltung in den Weltspielen fand durch die Luftangriffe auf Hannover ein jähes Ende: Das Gebäude wurde durch die Fliegerbomben der Alliierten in der Bombennacht vom 9. Oktober 1943 bis auf die Grundmauern zerstört.
Der Neubau der Weltspiele erfolgte am ursprünglichen Ort, veranlasst durch den Filmkaufmann Robert Billerbeck. Billerbeck errichtete die neuen Weltspiele als Hannovers größtes Kino mit nunmehr 1160 Sitzplätzen. Am 24. März 1949 eröffnete das Kino mit dem unter der Regie von Clarence Brown gedrehten US-amerikanischen Spielfilm Clara Schumanns große Liebe mit Katharine Hepburn und Paul Henreid in den Hauptrollen.
In den Jahren des Wirtschaftswunders der 1950er Jahre erlebten die Weltspiele nun ihre Blütezeit mit deutschen Unterhaltungsfilmen. Insbesondere zahlreiche deutsche Produktionen sahen die Hannoveraner und ihre Gäste nun zunächst als Uraufführungen in dem Lichtspielhaus an der Georgstraße. Bald schon konnten die Weltspiele gründlich modernisiert werden: 1954 wurde die Innenausstattung erneuert, eine 13 Meter große Breitwand-Leinwand eingebaut und eine stereophone Tonanlage installiert.
Mit dem wachsenden Wohlstand und dem Einzug der Fernseher in den deutschen Wohnungen ab den 1960er Jahren machte sich die beginnende deutsche Kinokrise jedoch auch in den Weltspielen bemerkbar. 1975 verkaufte Robert Billerbeck das Gebäude an die Kaufhauskette Woolworth, die schon zuvor Mieter eines Teils des Gebäudes gewesen war. Nun selbst nur noch Mieter, konnte Billerbeck die Weltspiele als Alleininhaber zwar noch weiter betreiben, musste jedoch am Ende seines Mietvertrages seinen ärgsten Konkurrenten als Mitgesellschafter aufnehmen, den „Kinokönig“ Heinz Riech. Riech hatte zuvor selbst der Woolworth eine so „horrende Miete“ geboten, dass Billerbeck schließlich keine andere Wahl blieb, als Riech als Miteigentümer „seiner“ Weltspiele zu akzeptieren. 1980 verkaufte Billerbeck auch seine eigenen Anteile an Riech, den allmählichen Niedergang der Weltspiele konnte dies jedoch nicht aufhalten.
1991 genehmigte der Rat der Stadt Hannover schließlich den Abriss der Weltspiele zugunsten eines Kaufhaus-Neubaus für Woolworth. Die 1994 fertiggestellte Filiale gab der Woolworth-Konzern 2002 wieder auf.